# Maddalena Panattieri
Maddalena Panattieri (Trino, 1443 – 13 ottobre 1503) è stata una religiosa italiana, suora laica della Penitenza di San Domenico, venerata come beata dalla Chiesa cattolica.

## Biografia
Fin da giovanissima, dopo aver adottato l'abito dei terziari domenicani, osservò con estremo rigore l'astinenza e i lunghi digiuni, ispirandosi alla passione di Gesù Cristo. Si dedicò alla predicazione in una cappella accanto alla Chiesa dei Domenicani di Trino. Fu lei a convincere i Domenicani di Trino ad abbracciare la stretta osservanza restaurata da Raimondo da Capua. Morì il 13 ottobre 1503. Papa Leone XII il 26 settembre 1827 ha confermato il culto. Il suo corpo, sepolto nella chiesa conventuale, fu subito oggetto di molta venerazione. Nascosto nel secolo XVII nel vicino oratorio di San Pietro Martire, fu rinvenuto nel 1964. Nel 1970, con l'autorizzazione della Santa Sede, fu solennemente ricollocato nella chiesa.